# Tormenta seca

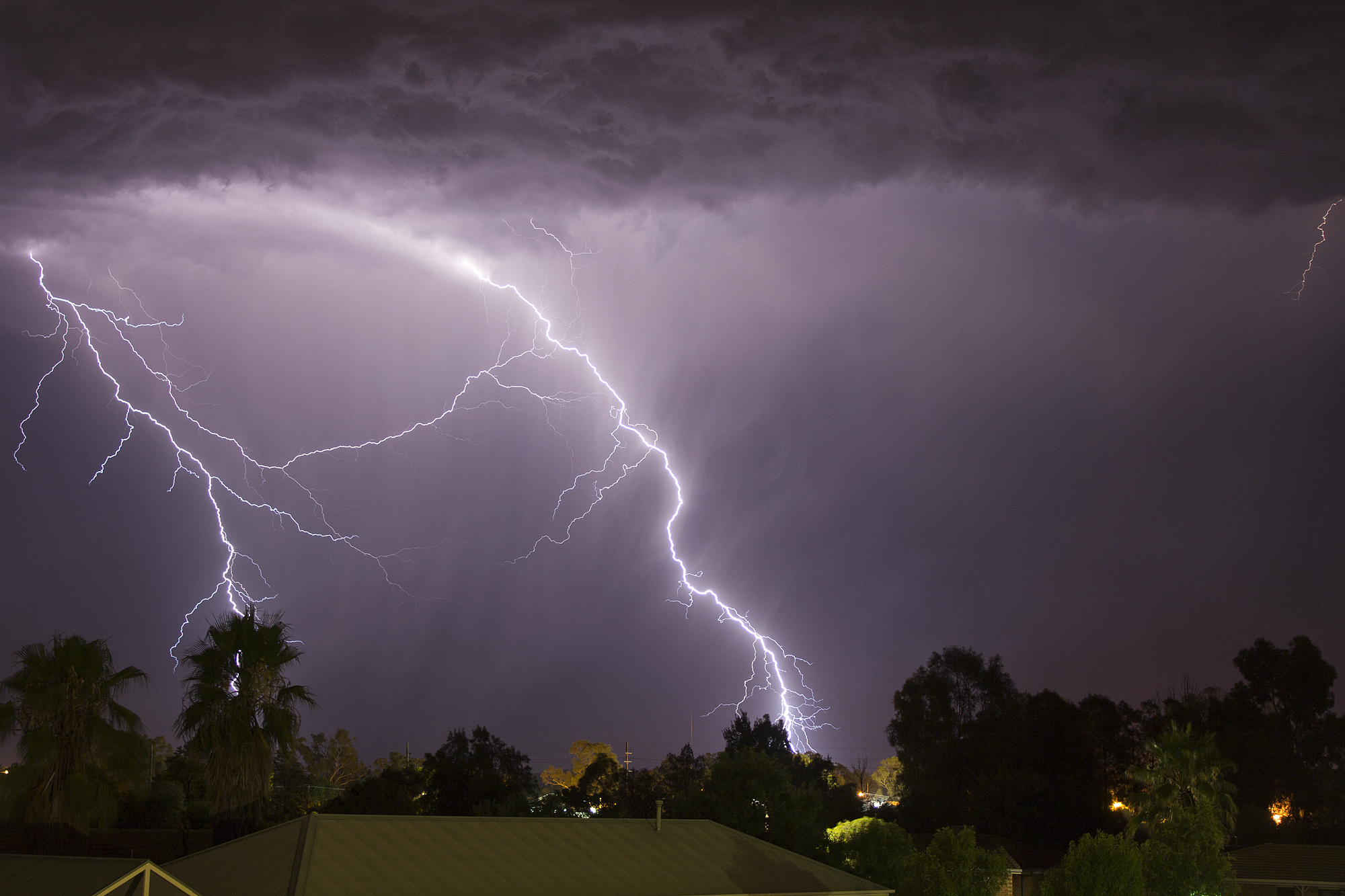
Un rayo durante una tormenta eléctrica seca cerca de Wagga Wagga, Australia

Una tormenta seca es una tormenta eléctrica que produce truenos y relámpagos, pero la mayor parte de su precipitación se evapora antes de llegar al suelo. El término rayo seco se refiere a los rayos que ocurren en esta situación. Ambos son comunes en condiciones de ola de calor o de baja humedad.
Las tormentas eléctricas secas ocurren esencialmente en condiciones secas y sus rayos son una de las causas de los incendios forestales debido a la ausencia de precipitación. Se emiten alertas para zonas forestales por este fenómeno, además, se emiten pronósticos distintos a los de Tormenta con precipitación.

## Dónde ocurren tormentas secas
Las tormentas secas pueden ocurrir durante los meses que contengan condiciones secas en zonas áridas. La precipitación que se puede ver caer de una nube sin llegar al suelo se llama " virga ".
Una tormenta eléctrica no tiene que ser completamente seca para considerarse seca; en muchas áreas 0,1 pulgadas (2,5 mm) es el umbral entre una tormenta eléctrica "húmeda" y "seca".
Las tormentas eléctricas secas son notables por dos razones: son una importante causa de los incendios forestales por causas naturales y pueden producir fuertes ráfagas de viento producidas por la naturaleza de las nubes de tormenta, que llegan a la superficie potencialmente avivando las llamas.

### Tormentas de polvo
A menudo se desarrollan fuertes vientos alrededor de tormentas eléctricas secas debido a que la precipitación que se evapora provoca un enfriamiento excesivo del aire debajo de la tormenta, lo que aumenta su densidad y, por lo tanto, su peso en relación con el aire circundante. Luego, este aire frío desciende rápidamente y se expande al impactar el suelo, un fenómeno que a menudo se describe como una microrráfaga seca. A medida que los vientos racheados se expanden desde la tormenta, el suelo seco y la arena suelen ser recogidos por los fuertes vientos, creando tormentas de polvo y arena conocidas como haboobs.

### Incendios

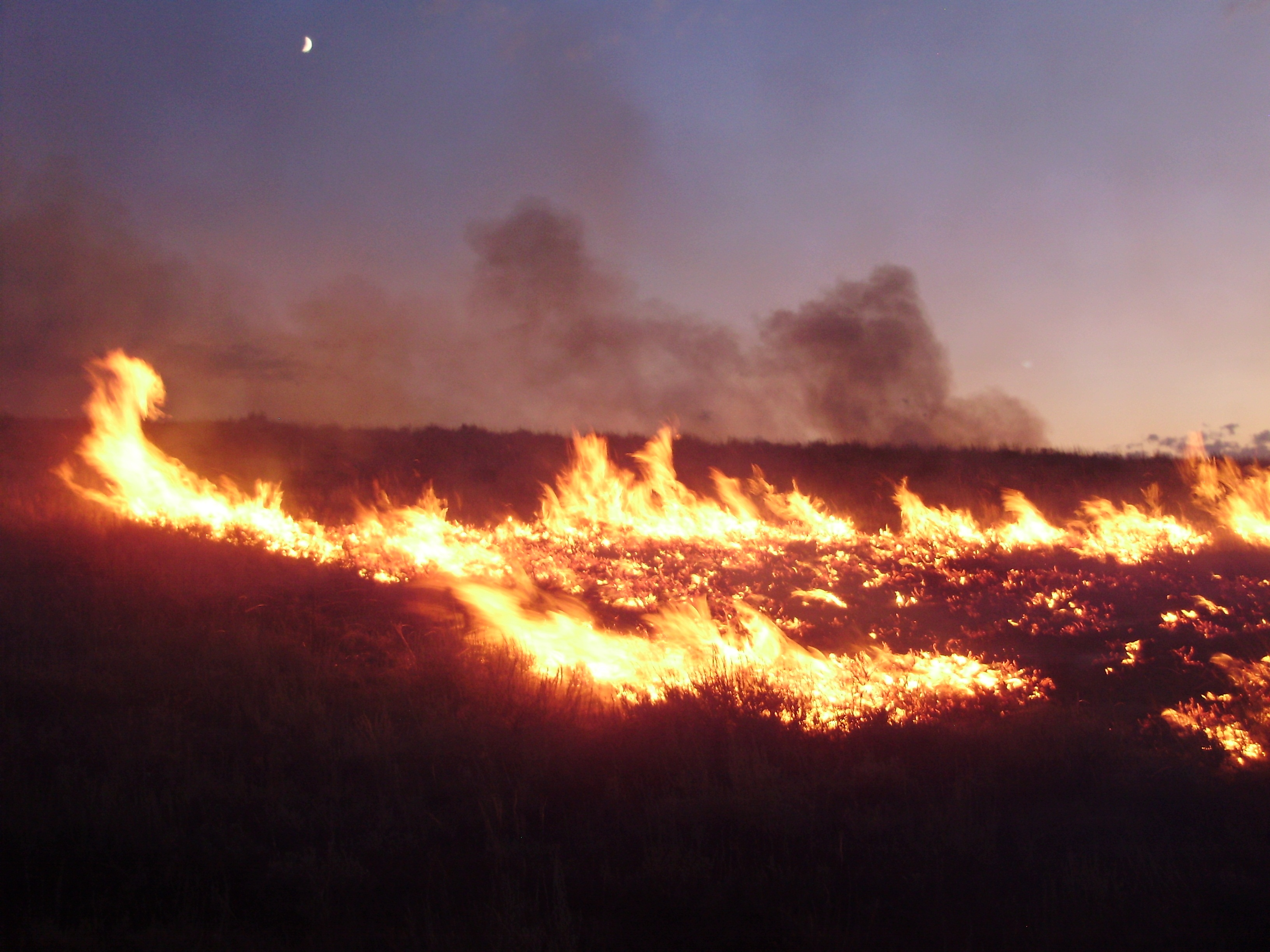
Un incendio forestal provocado por un rayo en Nevada.

En áreas donde hay árboles u otra vegetación, hay poca o ninguna lluvia que pueda evitar que los rayos provoquen incendio. Los vientos de tormenta también avivan el fuego y la posibletormenta de fuego, haciendo que se propaguen más rápidamente.
Los Pyrocumulus son nubes cumuliformes que pueden formarse sobre un gran incendio y que son particularmente secas. Cuando los niveles superiores de la atmósfera son más fríos y la superficie se calienta a temperaturas extremas debido a un incendio forestal, un volcán u otro evento, se producirá convección y producirá nubes y relámpagos. Son similares a cualquier nube cúmulo pero ingieren partículas adicionales del incendio. Esto aumenta la diferencia de voltaje entre la base y la parte superior de la nube, lo que ayuda a producir rayos.

## Elementos necesarios para su formación
Humedad en niveles bajos de la atmósfera
Cuando son tormentas que no tienen mucha altitud, simplemente las condiciones de humedad en el ambiente son demasiado bajas para que las tormentas desarrollen precipitaciones lo suficientemente significativas como para llegar al suelo.
Sin embargo, en tormentas de alta altitud, podría ser que las condiciones de humedad a esa altura sean las adecuadas para llevar a cabo el proceso para tener precipitaciones, sin embargo, conforme van bajando de altitud las precipitaciones, disminuye bruscamente la humedad, terminando topandose con capas de aire con poca humedad(seco, menos del 30% de humedad relativa), lo que conduce a su evaporación.
Temperatura
Cuando las altas temperaturas cerca de la superficie están presentes(cerca de los 30 grados), y además, la diferencia de temperatura entre niveles de la atmósfera es demasiado brusca, combinado con la baja humedad, termina formando las capas de aire secas anteriormente mencionadas que provocan la evaporación de las precipitaciones provenientes de tormentas de alta altitud (que pudieron desarrollar precipitación).
Estas temperaturas superficiales también debilitan nubes de baja altitud en la atmósfera debido a su cercanía con la temperatura superficial, impidiendo el desarrollo de estas tormentas, así controlando su potencial.
Mayor electrificación en las tormentas
La brusca diferencia de humedad y temperatura entre los niveles de la atmósfera, crean inestabilidad atmosférica, que propensa a la formación de descargas eléctricas y a la posible causa de incendios forestales (de los peores efectos de estas tormentas).

## Cambio climático
Se espera que el cambio climático altere los patrones de incendios forestales provocados por rayos. Un factor clave en el inicio de estos incendios forestales es el tipo de rayo, siendo particularmente significativo el rayo de corriente continua prolongada. El riesgo de incendios forestales provocados por rayos está influenciado no solo por la ocurrencia de rayos sino también por la disponibilidad de combustible seco, que está influenciada por la cantidad de lluvia caída anteriormente. Los científicos predicen que algunos lugares verán más rayos con más ocurrencia y menos lluvia, lo que facilitará el inicio de incendios forestales. Áreas como el sudeste asiático, Sudamérica, África y Australia, junto con partes de América del Norte y Europa, podrían correr un mayor riesgo de sufrir estos incendios forestales provocados por rayos.